# Alexandra Gräfin Lambsdorff
Alexandra von der Wenge Gräfin Lambsdorff (* 28. Juli 1945 in Hage, Ostfriesland, als Alexandra von Quistorp) ist eine deutsche Managerin. Alexandra Gräfin Lambsdorff war Gründerin und langjährige Schatzmeisterin des Deutsch-Russischen Forums sowie Mitglied im Lenkungsausschuss des Petersburger Dialogs.

## Leben
Als Kind wollte Alexandra von Quistorp Offizier oder Pilotin werden. Sie besuchte Gymnasien in Ostfriesland und Berlin und studierte Volkswirtschaft in Berlin, Freiburg und Bonn. 1971 schloss sie ihr Studium an der Universität Bonn als Diplom-Volkswirtin ab. Beim Universitätsfest 2016 war sie die Festrednerin.
Nach dem Berufseinstieg als Referentin beim Deutschen Sparkassen- und Giroverband übernahm sie Führungsaufgaben in verschiedenen Unternehmen der Kreditwirtschaft. 1983 wurde sie als Abteilungsdirektorin zur Leiterin des Vorstandssekretariats der bundeseigenen Deutschen Siedlungs- und Landesrentenbank (DSL) berufen. So war die diplomierte Volkswirtin bis 1989 Mitglied des Direktoriums der Luxemburg-Tochter der Landesbank Rheinland-Pfalz, bevor das Bankhaus Lampe sie als Generalbevollmächtigte nach Düsseldorf holte. In einem öffentlich beachteten Rechtsstreit wurde der Arbeitsvertrag gegen Zahlung einer Abfindung von 120.000 DM vorzeitig beendet. Die Abfindungssumme spendete Gräfin Lambsdorff an die Stiftung für krebskranke Kinder in Düsseldorf. Bis 2010 war sie Geschäftsführerin der Von der Wenge GmbH in Bonn.
Gräfin Lambsdorff war Gründerin und langjährige Schatzmeisterin des Deutsch-Russischen Forums. 2013 wurde Gräfin Lambsdorff vom Deutsch-Russischen Forum für ihr Engagement mit dem Dr.-Friedrich-Joseph-Haass-Preis ausgezeichnet. Mittlerweile hat sie dem Deutsch-Russischen Forum den Rücken gekehrt. „Damit bin ich total gescheitert. Das ist die große Frustration meiner letzten Jahre“, bekannte sie in einem Interview. Aus ihrer Sicht gebe es unter dem russischen Präsidenten Wladimir Putin mittlerweile keine Opposition, und sie ergänzte: „Es ist mir immer wieder ein Rätsel, wie erfolgreich seine Propaganda inzwischen auch bei uns in Deutschland wirkt.“
Von 1981 bis 1990, davon von 1986 bis 1990 war sie Vorsitzende des Beirats der Friedrich-Naumann-Stiftung für die Freiheit. Darüber hinaus gehörte sie von 1987 bis 1995 dem Kuratorium der Stiftung an.
Gräfin Lambsdorff ist Mitglied im Kuratorium des Internationalen Demokratiepreises Bonn. Darüber hinaus ist sie Gründerin und Vorsitzende des Kuratoriums der Quistorp-Stiftung, Vorsitzende des Stiftungsrates der Hospizstiftung Bonn.
Die Quistorp-Stiftung wurde am 14. Dezember 1990 als nicht rechtsfähige Stiftung errichtet. Stiftungszweck ist die Förderung von Wissenschaft und Forschung. Die Stiftung vergibt ca. einmal pro Jahr ein mehrjähriges Promotionsstipendium, aber es werden auch Einzelmaßnahmen der Universität Rostock gefördert. Sie war von 2013 bis 2019 Mitglied des Aufsichtsrates des Universitätsklinikums Bonn.
Am 4. Oktober 2005 wurde sie mit dem Bundesverdienstkreuz am Bande ausgezeichnet.
Gräfin Lambsdorff war bis Juli 2017 Präsidentin des Internationalen Clubs La Redoute Bonn e. V. Der Internationale Club La Redoute Bonn e. V. war während der Hauptstadtzeit Bonns Treffpunkt des Diplomatischen Corps und dient der Bundesregierung für Staatsempfänge. Nach dem Berlin-Umzug trug Gräfin Lambsdorff zur Neuausrichtung des Clubs bei. Sie holte dank ihrer Kontakte prominente Referenten für den Club, die sie thematisch auch einführte und moderierte. Zu den Gästen gehörten beispielsweise der ungarische Ministerpräsident Viktor Orbán, Gregor Gysi genauso wie Bundesbankpräsident Jens Weidmann. Seit 2017 ist sie Gesellschafterin des von Ralf Fücks und Marieluise Beck neu gegründeten Zentrums Liberale Moderne (LibMod). Seit 31. Oktober 2018 ist sie Mitglied des Kuratoriums der DZNE-Stiftung. Am 1. Juli 2019 hat Gräfin Lambsdorff einen Sitz im Stiftungsrat des Deutschen Stiftungszentrum im Stifterverband übernommen.

## Familie
Alexandra von Quistorp gehört zum pommerschen Zweig der Quistorp-Familie. Sie selbst bezeichnet sich aufgrund vieler familiärer Beziehungen zu Anrainerstaaten an der Ostsee als einen „typischen Ostsee-Bürger“. Alexandra kam als Tochter des Juristen und Gutsbesitzers Alexander von Quistorp zur Welt und war das jüngste von fünf Kindern. Ihre älteste Schwester Maria war mit ihrem Cousin Wernher von Braun verheiratet. Im Jahr 1975 heiratete Alexandra von Quistorp den Politiker Otto Graf Lambsdorff. Ihr Neffe ist Alexander Graf Lambsdorff.